# Alexandre Barès
Pour les articles homonymes, voir Barès.
Pas d'image ? Cliquez ici

a Compétitions nationales et continentales officielles uniquement.

Dernière mise à jour le 19 octobre 2021.
Alexandre Barès, né le 26 février 1982, est un joueur de rugby à XV français qui évoluait au poste de pilier gauche au sein de l'effectif du Stade rochelais.